# Хедмарк
Хедмарк (на норвежки: Hedmark) е фюлке в Норвегия, граничеща с фюлке Сьор-Тронелаг, Оплан и Акешхус. Областната администрация е в Хамар. Областта се намира в т. нар. Остлане, или Източната земя. Областен управител е г-жа Сири Оустенг, а населението на областта 188 326 (към 2004).
Хедмарк включва дълга част от границата с Швеция (областите Даларна и Вермланд). Най-голямото езеро в Норвегия, Мьоса се намира централно в областта, като на бреговете му са градовете Хамар, Йовик, Лилехамер и други. Голяма част от най-голямата река в Норвегия Глома, също тече през областта.
Хедмарк се дели на няколко вътрешни части:
- Хедемаркен (областта около град Хамар, Льотен, Брумундал)
- район на изток от Мьоса
- Остерален (или Долината Остер)
- район на север от Елверум (Трисил Феле) и
- Гломдален (Долината на река Глома).